# Земля (У-сін)
У китайській філософії стихія землі або ґрунту (кит. спр. 土, піньїнь: tǔ ), є змінною точкою матерії. Земля є третім елементом у циклі У Сін .
Земля - це баланс інь і ян, жіночого і чоловічого начала разом. Його рух центрує, а енергія стабілізує та зберігає. Він асоціюється з жовтим кольором та кольором охри, планетою Сатурн і знаходиться в центрі компаса в китайському космосі. Він пов'язаний зі зміною кожного з чотирьох пір року і з вологою погодою. У традиційній китайській медицині земля керує органами Інь та Цзан, селезінкою й органами Ян та Фу, шлунком, ротом і м’язами. Його первинний дух — І, представлений Жовтим Драконом. Колір жовтий, золотистий (сонце)

## Атрибути
Стихія землі в циклі У-Сін асоціюється з такими якостями, як терпіння, розважливість, практичність, працьовитість і стабільність. Елемент землі також виховує і прагне поєднати все разом із собою, щоб принести гармонію, вкоріненість і стабільність. Інші атрибути земної стихії включають амбіції, упертість, відповідальність і довгострокове планування. Його негативною емоцією є занепокоєння, а позитивною - щастя.

## Астрологія
Земля відіграє важливу роль у китайській астрології . У китайському гороскопі земля входить до 10 небесних стовбурів (п’ять елементів у формах інь і ян), які поєднуються з 12 земними гілками (або китайськими знаками зодіаку), утворюючи 60-річний цикл . Роки земного Ян закінчуються числом 8 (наприклад, 1998), а роки земного Інь закінчуються числом 9 (наприклад, 1999). Земля є центральним балансом елементів і тому визначає якості всіх 12 тварин китайського зодіаку.
Елемент землі асоціюється з планетою Сатурн через її жовтий колір. Проте деякі західні астрологи припустили, що західні асоціації Сатурна надають йому більшої спорідненості з жорсткою, контрольуючою стихією Металу, тоді як китайське уявлення про землю як центруючого, гармонізуючого елементу має більше спільного із західним уявленням про планету Венеру .
Як описали Книга змін та Феншуй, Земля є центром, до якого прагнуть усі рухи, навіть якщо вони тимчасові, тому елемент землі може об'єднуватися з будь-якими іншими елементами: Вогнем, Водою, Деревом і Металом. Тому за китайською філософією існує чотири типи Землі: Земля-вода (Волога/холодна Земля), Земля-вогонь (Посушлива/Гаряча Земля), Земля-Метал (Суха/Тверда Земля) і Земля-Деревина (Рухка Земля). Родюча/Тепла земля).
Жовтий, оранжевий, бежевий і коричневий кольори асоціюються із Землею.
Земля відає Биком, Драконом, Козою та Псом .

## Цикл У-сін
У контролюючому циклі елемент землі контролює воду, закриваючи або поглинаючи її; деревина може подолати землю, розламавши (з корінням).
У циклі завоювання елемент землі долає деревину, затримуючи її ріст або покриваючи її.
У відновлювальному циклі елемент землі утворюється з попелу вогню, а потім твердіє з мінералів, утворюючи метал.
У циклі споживання елемент металу збіднює землю, поглинаючи всі її мінерали, і висушуючи її вологу.